# Marco Tabarrini
Marco Tabarrini (Pomarance, 31 agosto 1818 – Roma, 14 gennaio 1898) è stato un politico e magistrato italiano.

## Biografia
Studiò legge all'Università di Pisa, diventando quindi un illustre avvocato. A Firenze era nell'entourage del Gabinetto Vieusseux, di cui condivideva l'orientamento liberale. Assieme al collega e amico Leopoldo Galeotti fondò Il Conciliatore, giornale di stampo patriottico che intendeva sostituire La Patria, le cui pubblicazioni furono soppresse dal governo Guerrazzi il 30 novembre 1848.
Nel frattempo era entrato in strette relazioni con Massimo d'Azeglio, dando il proprio contributo alla causa risorgimentale. Nel febbraio 1849 salvò lo statista piemontese dall'arresto che Guerrazzi aveva disposto nei suoi confronti. Grazie a un suo avviso segreto – forse del 10 febbraio – d'Azeglio evitò di raggiungere Firenze, come aveva in programma, e riparò a Sarzana.
Il 20 gennaio 1850 sposò Adele Targioni Tozzetti, la figlia secondogenita di Antonio Targioni e di Fanny Ronchivecchi. Poco prima del matrimonio Teresa, sorella minore di Adele, da anni in corrispondenza epistolare col d'Azeglio, chiese al Primo Ministro se gli fosse possibile aiutare il futuro cognato, dato che Il Conciliatore era stato soppresso e Lo Statuto, che lo aveva sostituito, non garantiva la necessaria sicurezza economica. D'Azeglio propose quindi al Tabarrini il posto di direttore della Gazzetta Piemontese, accompagnato da un'ottima paga e dalla necessità di trasferirsi a Torino. Le reticenze dei Targioni nel privarsi della figlia e il desiderio del Tabarrini di rimanere a Firenze, tuttavia, portarono a declinare l'offerta, e ad accettare in compenso quelle del Granduca Leopoldo, reinsediatosi in città dopo la parentesi guerrazziana.
Fu tra i frequentatori del "salotto rosso" di Ubaldino Peruzzi.
Nel 1877 curò l'edizione postuma di molti testi dell'amico Gino Capponi, apparsi presso l'editore Barbera con il titolo Scritti editi e inediti.
Fu il primo presidente del Consiglio di Stato di origine non piemontese.
È stato presidente dell'Istituto storico italiano per il Medio Evo dal 1888 alla morte, sopraggiunta nel 1898.